# Dawid Lubowicz

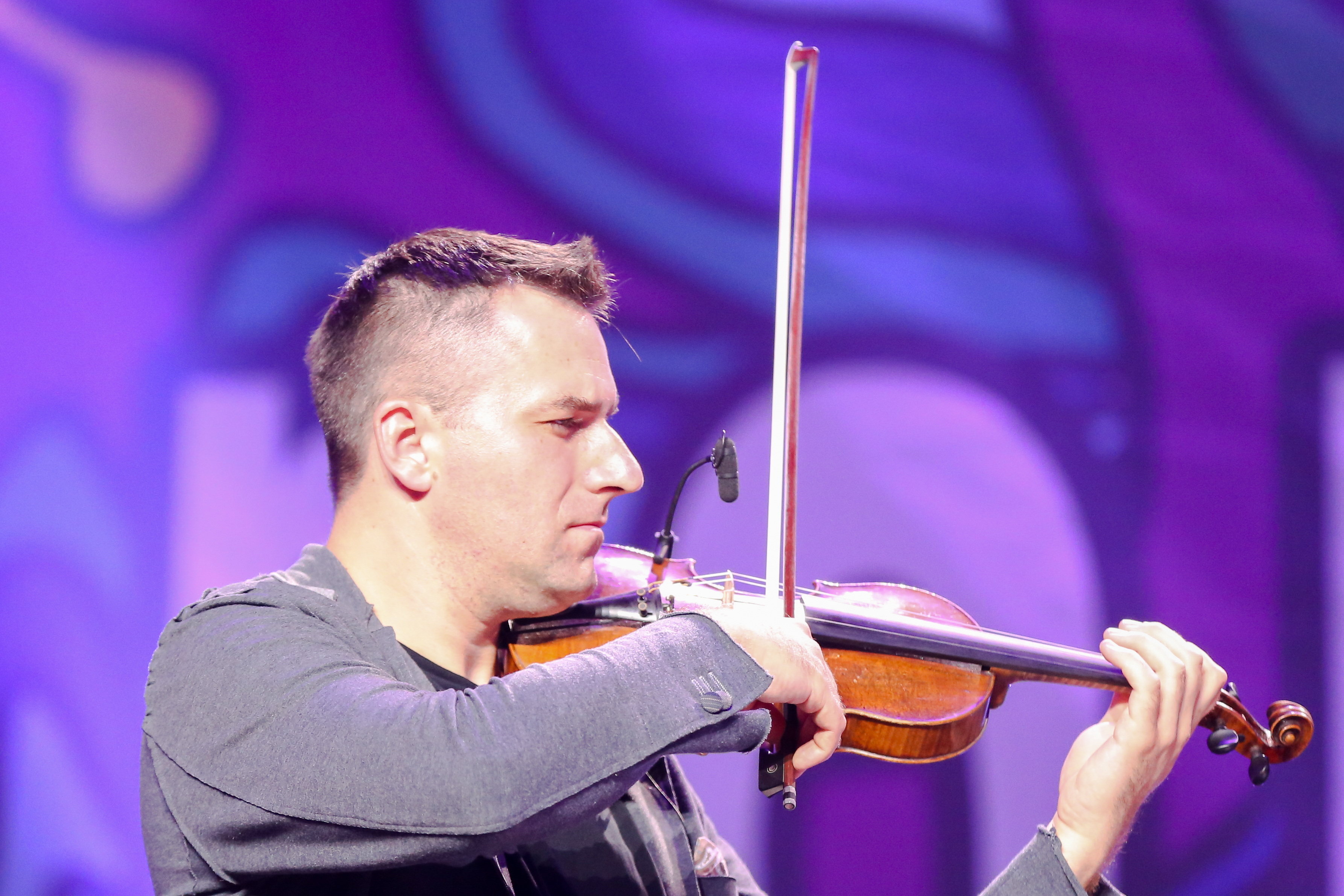
Dawid Lubowicz auf dem Pol’and’Rock Festival 2019

Dawid Lubowicz (* 17. Dezember 1981 in Zakopane, Polen) ist ein polnischer Jazzmusiker (Violine, Komposition, Arrangement).

## Leben und Wirken

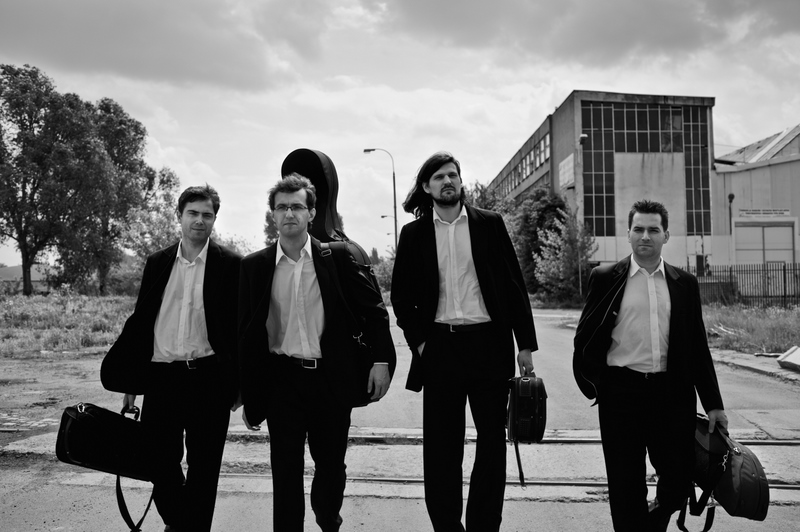
David Lubowicz (rechts) mit dem Atom String Quartet

Lubowicz stammt aus einer Musikerfamilie aus Zakopane. Er studierte an der Fryderyk-Chopin-Universität für Musik in Warschau und ist Leiter des Lubowicz Jazz Quartet und des East Wall Jazz Quartet. Er wurde mit beiden Gruppen bei zahlreichen Jazzfestivals und Wettbewerben ausgezeichnet. Zudem ist er Gründungsmitglied des Atom String Quartet, mit dem er seit 2010 Jazzkompositionen interpretiert. Seit 2011 erschienen mehrere Alben des Streichquartetts, so 2017 Seifert, ein Tribut an Zbigniew Seifert und zuletzt Penderecki, sowie Kollaborationen (etwa mit Zakopower oder mit Vladyslav Sendecki). Das Atom String Quartet wurde 2012 mit einem Fryderyk ausgezeichnet.
2018 legte Lubowicz mit Inside ein erstes Album unter eigenem Namen vor. Acht Originalkompositionen von ihm selbst und ein Werk von Karol Szymanowski wurden in einer Quartettbesetzung mit dem Pianisten Krzysztof Herdzin (der auch Flöte und Akkordeon spielt), dem Bassisten Robert Kubiszyn und dem Schlagzeuger Łukasz Żyta aufgenommen.
Lubowicz ist auch auf Alben von Daniel Bloom/Leszek Możdżer, Marcin Nowakowski, Grażyna Auguścik sowie Kayah und Dorota Miśkiewicz zu hören. Weiterhin arbeitete er mit Musikern wie Mino Cinelu, Lars Danielsson, Krzesimir Dębski, Urszula Dudziak, Zohar Fresco, Paolo Fresu, Gil Goldstein, Wolfgang Haffner, Anna Maria Jopek, Christian von Kaphengst, Natalia Kukulska, Jerzy Maksymiuk, Branford Marsalis, Bobby McFerrin, Grzech Piotrowski, Vladislav Sendecki, Rupert Stamm, Elżbieta Wojnowska oder Aga Zaryan.
Lubowicz ist zudem als Arrangeur und Komponist tätig und verfasst auch Schauspielmusiken. Zusammen mit seinem Bruder schrieb er etwa die Musik für die Produktion des Roma-Musiktheaters Pilots.